# Guyanadvärgtyrann
Guyanadvärgtyrann (Zimmerius acer) är en fågel i familjen tyranner inom ordningen tättingar.

## Utbredning och systematik
Fågeln förekommer i östra Venezuela, Guyanaregionen samt nordöstra Brasilien norr om Amazonfloden och öster om Rio Branco och Rio Negro; populationen söder om Amazonfloden (västerut till nedre Rio Madeira österut till Ceará och Alagoas) inkluderas här, men kan utgöra ett obeskrivet taxon.

## Status
IUCN kategoriserar arten som livskraftig.

## Namn
Släktesnamnet Zimmerius hedrar amerikanske ornitologen John Todd Zimmer.